# 華天龍號
華天龍號，是中國製造的起重機吊船，號稱「亞洲第一吊」，因為打撈南海一號而特製和成名。
華天龍號由中國交通部廣州打撈局建造，總投資達6億多元人民幣。2007年3月落成，船身長174.85米，寬48米，由船底至主甲板，高16.5米，自重3萬幾噸，可以滿載排水量達8萬噸。而臂架重1200噸、長109米。而起重能力達4000噸，排行全球第6。